# Florete
O florete é uma das três armas utilizadas na esgrima. É uma modalidade olímpica praticada por homens e mulheres, tanto individualmente como por equipas. O florete é a arma mais popular em esgrima e uma das primeiras escolhas na aprendizagem deste desporto.
Uma prova de florete é composta por diversos assaltos, que terminam assim que é marcado um ponto. O vencedor será o esgrimista  que chegar primeiro aos 15 pontos.
Em florete, um toque bem sucedido deve ser aplicado no torso do adversário com a ponta da arma. Este movimento é designado por estocada. O toque é considerado inválido se cair fora da área permitida ou for realizado com a zona lateral da lâmina. A lâmina do florete é bastante flexível e tende a dobrar-se num toque contra o adversário, de forma a prevenir lesões. O comprimento médio das lâminas é de 89 cm. As pontas são rombas, por motivos de segurança, e integram um sistema eléctrico que permite a detecção automática dos toques. Para um toque ser detectado pelo equipamento, o esgrimista  tem que aplicar uma força de pelo menos 5 N (newtons). Tal como nas outras disciplinas da esgrima, os esgrimistas de florete combatem com múltiplas protecções corporais que incluem máscara, protecção de peito e luvas.
O florete obedece à regra da prioridade. Segundo este sistema, o esgrimista  que pontua num assalto não é necessariamente o primeiro a atingir o adversário, mas sim o que detém a primazia. A prioridade é estabelecida segundo o princípio de parada-resposta: um esgrimista deve primeiro defender uma estocada (parada) antes de responder com o seu próprio toque e pontuar. Se a resposta falha com uma contra-parada, o primeiro atacante ganha a prioridade, e assim sucessivamente até um ponto válido ser obtido.

Área válida no florete.

## Principais competições
O florete estreou-se no programa olímpico nos Jogos de 1900, com a prova individual masculina. O primeiro campeão olímpico foi o francês Eugène-Henri Gravelotte. Nas duas primeiras edições do Jogos Olímpicos, foi também incluída uma prova para esgrimista  profissionais. A França permaneceu como país dominante desta prova, conquistando 24 medalhas olímpicas, seguida de perto pela Itália.
A prova de equipas masculinas surgiu na edição dos Jogos de St Louis em 1904. A primeira equipa campeã foi Cuba. Tal como na prova individual, a França obteve o maior número de medalhas. A prova de florete por equipas masculinas não vai estar presente nos Jogos Olímpicos de Pequim 2008.
O evento de florete senhoras foi integrado pela primeira vez no programa dos Jogos de Paris em 1924. A primeira campeã olímpica foi a dinamarquesa Ellen Osiier. As esgrimistas italianas e húngaras são tradicionalmente as favoritas do evento.
A prova de equipas foi introduzida nos Jogos de 1960 em Roma e ganha pela equipa da União Soviética. Esta competição foi dominada por atletas soviéticas na década de 1970. A Itália ganhou três medalhas de ouro consecutivas entre 1992 e 2000. O florete feminino por equipas esteve ausento dos jogos de Atenas 2004.